# Kościół św. Jerzego w Rydułtowach
Kościół Świętego Jerzego – rzymskokatolicki kościół parafialny należący do dekanatu Pszów archidiecezji katowickiej.
Budowa świątyni została rozpoczęta w 1895 roku, podczas urzędowania proboszcza księdza Pawła Bernerta. W tamtych czasach była to jedna z największych budowli i służy rydułtowianom do dziś. Nowa świątynia została poświęcona w dniu 8 grudnia 1896 roku.
Budowniczym świątyni był śląski architekt Ludwig Schneider. Współcześnie istniejąca świątynia to murowana budowla, reprezentująca styl neogotycki, usytuowana na ośmiu filarach. Przed reformą soborową świątynia posiadała pięć ołtarzy: główny – św. Jerzego, z lewej strony - Najświętszej Maryi Panny i św. Barbary, a z prawej strony – św. Jana Nepomucena i św. Józefa. W dniu 1 czerwca 1896 roku została zakończona budowa wieży, natomiast w dniu 6 października zostały zawieszone na niej dwa dzwony, jeden pochodzący ze starej świątyni i drugi – nowy odlany przez C. Loescha w Opolu. Zegar umieszczony na wieży został podarowany przez górników z kopalni „Charlotte”. Reforma soborowa zmieniła wystrój świątyni. Wystrój wnętrza został zaprojektowany przez Józefa Kołodziejczyka. W 1980 roku zostały zawieszone w nawach bocznych dwa obrazy: Matki Boskiej Nieustającej Pomocy i św. Barbary, namalowane przez profesora Macieja Bieniasza z Akademii Sztuk Pięknych w Katowicach. W 1981 roku zostały wprowadzone kolejne zmiany. W prezbiterium została umieszczona figura św. Jerzego, natomiast w kaplicach bocznych dwa obrazy: Matki Bożej Nieustającej Pomocy i św. Barbary. W dniu 17 września 1993 roku na miejscu tymczasowej figury św. Jerzego została umieszczona w prezbiterium płaskorzeźba polichromowana miedzią. Wystrój prezbiterium został zaprojektowany i wykonany przez Krystiana Burdę.